# Afrogarypus sulcatus
Espèce
Synonymes
- Geogarypus sulcatus Beier, 1955
- Geogarypus sulcatus rhodesiacus Beier, 1964

Afrogarypus sulcatus est une espèce de pseudoscorpions de la famille des Geogarypidae.

## Distribution
Cette espèce se rencontre au Congo-Kinshasa et au Zimbabwe.

## Description
Le mâle holotype mesure 1,4 mm et la femelle paratype 1,4 mm.

## Liste des espèces
Selon Pseudoscorpions of the World (version 3.0) :
- Afrogarypus sulcatus rhodesiacus (Beier, 1964) du Zimbabwe
- Afrogarypus sulcatus sulcatus (Beier, 1955) du Congo-Kinshasa

## Systématique et taxinomie
Cette espèce a été décrite sous le protonyme Geogarypus sulcatus par Beier en 1955. Elle est placée dans le genre Afrogarypus par Harvey en 1986.

## Publication originale
- Beier, 1955 : Pseudoscorpionidea. Exploration du Parc National de l'Upemba. I. Mission G.F. de Witte, vol. 32, no 1, p. 3-19 (texte intégral).
- Beier, 1964 : Weiteres zur Kenntnis der Pseudoscorpioniden-Fauna des südlichen Afrika. Annals of the Natal Museum, vol. 16, p. 30-90.